# MTV Unplugged (album của Katy Perry)
MTV Unplugged (được viết trên iTunes là MTV Unplugged: Katy Perry) là một album trực tiếp của ca sĩ người Mỹ Katy Perry, được phát hành tại Hoa Kỳ vào ngày 13 tháng 11 năm 2009 bởi Capitol Records. Sau khi phát sóng hơn 100 chương trình đặc biệt của Unplugged, MTV muốn mang bộ truyện trở lại, để đưa họ đến một thế hệ trẻ. Kênh đã tuyển dụng các nghệ sĩ chính thống và nổi tiếng khác nhau để biểu diễn như một phần của loạt phim, bao gồm Perry, người đặc biệt bày tỏ sự quan tâm đến ý tưởng này vì nó sẽ cho phép cô thể hiện mình là một nghệ sĩ và chia sẻ những câu chuyện đằng sau các bài hát của mình.
EP bao gồm sắp xếp lại năm bài hát trong album One of the Boys (2008) của Perry, một bài hát gốc chưa được phát hành trước đó và phiên bản cover của một bài hát của Fountains of Wayne. Bên cạnh đĩa âm thanh, album bao gồm một đĩa DVD với bản ghi video về hiệu suất của cô và một cuộc phỏng vấn độc quyền. Sau khi phát hành, MTV Unplugged đã nhận được nhiều ý kiến trái chiều từ các nhà phê bình, người đã đặt câu hỏi về ý tưởng mang đến cho các bài hát của Perry một cách xử lý âm thanh, trong khi một số người coi Perry là một nghệ sĩ chăm chỉ. Trên Billboard 200, EP này đã ra mắt ở vị trí 168, trong khi trên bảng xếp hạng album của Pháp và Thụy Sĩ, nó đã đạt được các số 192 và 82.

## Bối cảnh và nội dung

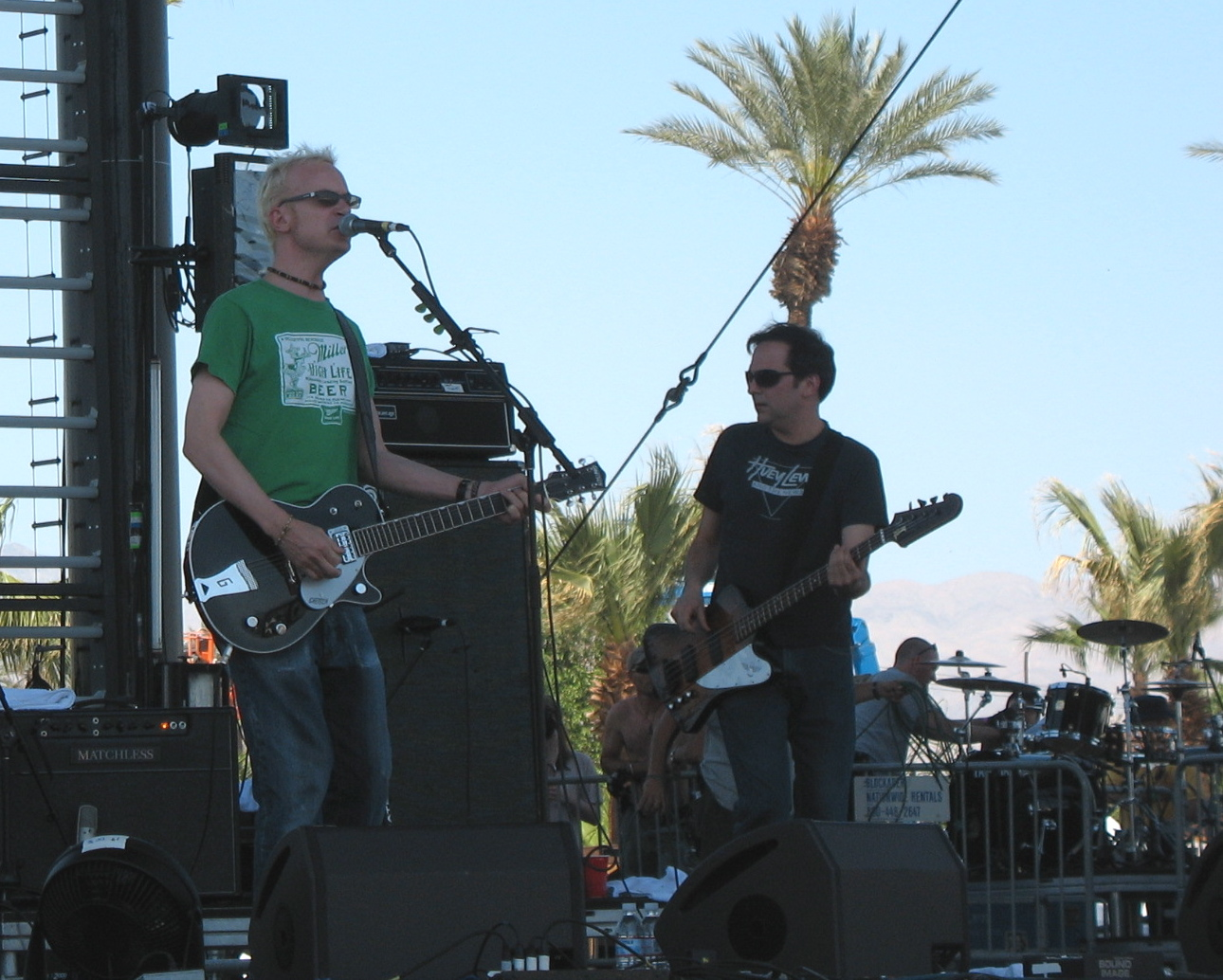
EP bao gồm một bản "Hackensack" của Fountains of Wayne.

Sau khi phát sóng hơn 100 sản phẩm đặc biệt, vào tháng 5 năm 2009, MTV đã công bố khởi động lại loạt phim truyền hình MTV Unplugged của mình, sẽ có các nghệ sĩ chính và nổi tiếng. Amy Doyle, phó chủ tịch điều hành âm nhạc và tài năng của MTV, tuyên bố: "Unplugged luôn là một người hâm mộ và nghệ sĩ yêu thích và là một trong những loạt biểu diễn MTV mang tính biểu tượng hơn bao giờ hết. Bằng cách đưa sê-ri lên MTV.com, chúng tôi có thể cung cấp nó cho thế hệ người hâm mộ âm nhạc mới và cung cấp mức độ truy cập cao hơn cho các nhạc sĩ yêu thích của họ thông qua các buổi biểu diễn, phỏng vấn và danh sách nhạc do nghệ sĩ chọn - và tất cả đều có thể xem theo yêu cầu." Bản phát hành lại cũng sẽ bao gồm phát sóng "toàn bộ bài hát và các clip đặc biệt từ các buổi biểu diễn" trên các kênh khác nhau của MTV. Perry, xuất hiện trên chương trình trong suốt mùa hè đó.
Perry nghĩ rằng đó sẽ là một cơ hội tuyệt vời để thể hiện mình là một nghệ sĩ, cũng như thể hiện ý nghĩa thực sự của các bài hát của mình. Cô nói: "Tôi thực sự muốn làm MTV Unplugged, rõ ràng, bởi vì nó có một lịch sử tuyệt vời như vậy để thể hiện thực sự người đó là ai  ... Bạn có thể nghe câu chuyện thực sự của các bài hát, điều này rất quan trọng đối với tôi ". Khán giả của chương trình đã được chọn trong một cuộc thi mà người hâm mộ trên 18 tuổi có thể gửi ảnh và giải thích lý do tại sao họ là người hâm mộ của Perry. Tập phim có Perry được ghi lại vào ngày 22 tháng 7 năm 2009. Trong buổi ghi hình, Perry mặc một chiếc váy dạ hội màu hồng nhạt, có hoa trên tóc. Cô nói thêm: "Một số người có ý tưởng tôi là ai, một miếng bánh nhỏ, nhưng tôi được thể hiện thực sự nhiều hơn nữa. Tôi có một tính cách lớn hơn so với cuộc sống và quần áo của tôi phản ánh điều đó. Đối với MTV Unplugged, tôi muốn trở thành một hỗn hợp của Stevie Nicks và một nàng tiên! ".
MTV Unplugged bao gồm hai đĩa. Đầu tiên, đó là đĩa CD, chứa các bản nhạc acoustic của các bài hát "I Kissed a Girl", "Ur So Gay", "Thinking of You", "Waking Up in Vegas" và "Lost" từ One of the Boys, một bản cover "Hackensack" của ban nhạc pop Mỹ Fountains of Wayne, và một bài hát mới có tựa đề "Brick by Brick".  Perry giải thích lý do tại sao cô ấy hát nó trong MTV Unplugged, nói rằng cô ấy liên quan đến lời bài hát "có một người yêu chung thủy [hoặc] người bạn trở về nhà khi cô ấy đi trên đường", mặc dù vậy, trực tiếp, bài hát không kể bất kỳ sự kiện nào trong cuộc sống của Perry. Các phiên bản được biểu diễn kết hợp các thể loại nhẹ hơn pop rock, được thể hiện trong One of the Boys, như nhạc jazz và nhạc phòng chờ, đặc biệt là trong "I Kissed a Girl". Đĩa thứ hai là một đĩa DVD, chứa bản ghi video về hiệu suất, được ghi tại NEP Midtown Studios, nằm ở thành phố New York. Bên cạnh buổi biểu diễn trực tiếp, nó cũng chứa một cuộc phỏng vấn với ca sĩ.

## Phát hành và đón nhận
MTV Unplugged lần đầu tiên được phát hành tại Thụy Sĩ và Hoa Kỳ, ở định dạng CD/DVD và kỹ thuật số, vào ngày 13 tháng 11 năm 2009. Các bài hát và các cuộc phỏng vấn từ EP đã được phát sóng trong buổi sáng của MTV, AMTV, ba ngày sau đó. Phiên bản vật lý được phát hành tại Hoa Kỳ và Pháp vào ngày 17 tháng 11 năm 2009. Bản ghi video đầy đủ đã được phát hành, vào ngày 27 tháng 11, trên trang web chính thức của MTV, trong khi buổi chiếu ra mắt trên truyền hình vào lúc 9 giờ tối ngày hôm đó, trên kênh độ phân giải cao Palladia, được thực hiện vào lúc nửa đêm. Ở Brazil, bộ được phát hành ở định dạng DVD / CD, được đóng gói trong hộp giữ. Bản phát hành tại Nhật Bản, cũng như một gói DVD / CD, chỉ xảy ra hơn một năm sau, vào ngày 24 tháng 11 năm 2010  Album đã mở ở vị trí 168 trên Billboard 200 của Mỹ, sau khi bị loại khỏi bảng xếp hạng vào tuần sau. Tính đến tháng 2 năm 2017, nó đã bán được hơn 62.000 bản tại Hoa Kỳ. Nó xuất hiện ở vị trí 192 trên Bảng xếp hạng album tiếng Pháp và cao hơn trên Bảng xếp hạng album Thụy Sĩ, ở vị trí 82.  
| Đánh giá chuyên môn  | Đánh giá chuyên môn |
| Nguồn đánh giá       | Nguồn đánh giá      |
| Nguồn                | Đánh giá            |
| -------------------- | ------------------- |
| AllMusic             | [ 16 ]              |
| Blogcritics          | Positive            |
| Idolator             | Mixed               |
| Entertainment Weekly | D                   |
| The Washington Post  | Positive            |

 Sau khi phát hành, MTV Unplugged nhận được nhiều ý kiến trái chiều từ các nhà phê bình âm nhạc đương đại. Biên tập viên AllMusic Stephen Thomas Erlewine đã cho album ba trên năm sao, ca ngợi Katy là một nghệ sĩ âm nhạc làm việc chăm chỉ và "dường như ở đây thích hơn so với khi cô ấy ra mắt", mặc dù anh ấy lưu ý rằng những sai sót của cô ấy đã được "khuếch đại" trong buổi biểu diễn. Sahar từ Blogcritics đã tích cực hơn về bộ này, viết rằng mặc dù Perry không phải là "ca sĩ giỏi nhất ngoài kia", cô ấy đã bù đắp cho nó "trong sự hấp dẫn và..... đáng yêu". Người đóng góp tiêu cực hơn phiên bản âm thanh của "Tôi đã hôn một cô gái" và thực tế là MTV đã cắt bỏ các phần trong đoạn ghi hình: "Điều tôi muốn thấy là để MTV đưa Katy Perry vào một hộp thoại không được ghi với những người hâm mộ đang ở đó, quay phim toàn bộ và đưa nó vào đĩa DVD - sau đó bạn sẽ thực sự có một cái gì đó không được cắm. Vì sao bạn thực sự biết một nghệ sĩ nếu chúng ta không thấy những tương tác như vậy? "  Becky Bain từ trang web Idolator thích giọng hát trực tiếp của Perry và cách trình bày tự nhiên của cô ấy, mặc dù cô ấy rất thích quyết định cho các bài hát một cách xử lý âm thanh. Cô tiếp tục nói rằng các phiên bản MTV Unplugged của các bài hát của Perry không thể thay thế "bản gốc bóng bẩy". Simon Vozick-Levinson từ Entertainment Weekly đã cho album trực tiếp một chữ D, phản đối rằng "cách đối xử bị loại bỏ của MTV Unplugged khiến giọng nói khàn khàn của Perry không được ủng hộ" và rằng "các bài hát" không đủ vững chắc để đứng vững riêng mà không tải sản xuất bóng ". Catherine Lewis của The Washington Post đã ca ngợi Perry "dịch những con số khó hiểu hơn của cô ấy thành định dạng âm thanh" và album được viết là "chắc chắn là một bước đi theo hướng tốt - và bất ngờ".

## Danh sách bài hát
| MTV Unplugged – Disc 1 (CD) | MTV Unplugged – Disc 1 (CD) | MTV Unplugged – Disc 1 (CD)                        | MTV Unplugged – Disc 1 (CD) |
| STT                         | Nhan đề                     | Sáng tác                                           | Thời lượng                  |
| --------------------------- | --------------------------- | -------------------------------------------------- | --------------------------- |
| 1.                          | "I Kissed a Girl"           | Katy Perry Lukasz Gottwald Max Martin Cathy Dennis | 4:12                        |
| 2.                          | "Ur So Gay"                 | Perry Greg Wells                                   | 4:26                        |
| 3.                          | "Hackensack"                | Chris Collingwood Adam Schlesinger                 | 3:04                        |
| 4.                          | "Thinking of You"           | Perry                                              | 4:41                        |
| 5.                          | "Lost"                      | Perry Ted Bruner                                   | 5:01                        |
| 6.                          | "Waking Up in Vegas"        | Perry Desmond Child Andreas Carlsson               | 3:33                        |
| 7.                          | "Brick by Brick"            | Perry Wells                                        | 4:39                        |

| MTV Unplugged – Disc 2 (DVD) | MTV Unplugged – Disc 2 (DVD) | MTV Unplugged – Disc 2 (DVD) |
| STT                          | Nhan đề                      | Thời lượng                   |
| ---------------------------- | ---------------------------- | ---------------------------- |
| 1.                           | "I Kissed a Girl"            | 4:11                         |
| 2.                           | "Ur So Gay"                  | 4:22                         |
| 3.                           | "Hackensack"                 | 3:00                         |
| 4.                           | "Thinking of You"            | 4:38                         |
| 5.                           | "Lost"                       | 4:59                         |
| 6.                           | "Waking Up in Vegas"         | 3:28                         |
| 7.                           | "Brick by Brick"             | 4:46                         |
| 8.                           | "Interview"                  | 8:23                         |
| Tổng thời lượng:             | Tổng thời lượng:             | 45:00                        |

## Sản xuất
| Band - Katy Perry – vocals, guitar - Adam Marcello – musical director, drums, vocals - Patrick Matera – guitar, backing vocals - Joshua Moreau – bass - Korel Tunador – guitar, piano, Wurlitzer, pump organ, toy piano, saxophone, bells, finger cymbals, vocals Strings - Daniel Cho – cello - Surai Nesrine Balbeisi – viola - K Ishibashi – violin - Beth Meyers – violin - Deborah Lurie – arrangement on "Thinking of You" - Daniel Cho – arrangement on "Hackensack" - Chris Garcia – additional vocal production Horns - David Luther – tenor sax, Wurlitzer - Kenny Rampton – trumpet | Crew - Julia Ervin – tour manager - Fern Alvarez – production manager - Kim Hilton – tour coordinator - Angela Hudson – tour assistant - Bobby Sepulveda – stage manager - Ryan Johnson – monitor engineer - Steve Luna – guitar tech - Todd Delano – make-up - Aaron Light – hair - Johnny Wujek – stylist - Josh Leibman – stylist assistant |

## Xếp hạng

### Tuần
| Bảng xếp hạng (2009)               | Vị trí cao nhất |
| ---------------------------------- | --------------- |
| French Albums (SNEP)               | 192             |
| Swiss Albums (Schweizer Hitparade) | 82              |
| Hoa Kỳ Billboard 200               | 168             |

## Lịch sử phát hành
| Quốc gia | Ngày                      | Định dạng             | Nhãn                     | Tham chiếu |
| -------- | ------------------------- | --------------------- | ------------------------ | ---------- |
| Thụy Sĩ  | Ngày 13 tháng 11 năm 2009 | CD / DVD              | Capitol EMI              |            |
| Hoa Kỳ   | Ngày 13 tháng 11 năm 2009 | Tải xuống kỹ thuật số | Capitol EMI              | [ 8 ]      |
| Hoa Kỳ   | Ngày 17 tháng 11 năm 2009 | CD / DVD              | Capitol EMI              | [ 10 ]     |
| Pháp     | Ngày 17 tháng 11 năm 2009 | CD / DVD              | Capitol EMI              | [ 9 ]      |
| Nhật Bản | Ngày 24 tháng 11 năm 2010 | DVD / CD              | Universal Music Nhật Bản | [ 13 ]     |